# See You in My Nightmares
See You In My Nightmares – trzeci singiel promujący album 808s & Heartbreak autorstwa Kanye Westa. W piosence występuje także Lil Wayne.